# Clipchamp
Clipchamp es una herramienta de edición de video en línea creada por la empresa australiana homónima, Clipchamp Pty Ltd. Este tipo de softwares de edición no lineal están diseñados para que el usuario pueda realizar todos los procesos de importación, exportación y edición de material audiovisual en la ventana del explorador de internet.
Actualmente, Clipchamp cuenta con sedes físicas en Australia, Las Filipinas, Alemania y Estados Unidos. De acuerdo con cifras publicadas por la empresa, para principios de 2021 la empresa tenía registrados más de catorce millones de usuarios en todo el mundo, la mayoría de ellos conectados desde países como Brasil, India, México y Estados Unidos.

## Historia

### Inicios de la compañía
La empresa Clipchamp Pty Ltd. fue fundada en Brisbane, Australia, en el año 2013, como una startup por Alexander Dreiling (actual CEO), Dave Hewitt, Tobi Raub y Soeren Balko. 
Al respecto, A. Dreiling relata en una entrevista en 2019, que al principio la compañía “(…) estaba intentando construir un enorme superordenador distribuido”. Entre los primeros programas desarrollados por el equipo de trabajo de la firma se encontraba una herramienta de compresión y conversión de formatos de video, que utilizaron para agilizar el trabajo. Debido al éxito de dicho proyecto la empresa decidió redirigir el negocio hacia el editor online en vez de al desarrollo del ordenador distribuido originalmente para empresas.

### Lanzamiento del software de edición de vídeo
En 2014 se produjo el lanzamiento oficial de la primera versión del software gratuito de edición audiovisual en línea en la plataforma de Clipchamp. Cuando el proyecto del supercomputador se estancó, el equipo de la compañía decidió continuar con la tecnología del programa de vídeo, el cual —en palabras de Dreiling— era un “… implemento que funcionaba en Chromebooks”, a diferencia de otras opciones del mercado que exigen la descarga e instalación del programa en el ordenador para su correcto funcionamiento.

### Segunda versión del editor
Para junio de 2016 la firma Clipchamp tenía un valor de 1,1 millones de dólares. Ese mismo mes, la segunda versión del editor de video online de Clipchamp fue lanzado a nivel internacional. En 2018, esta firma alcanzó la cifra de 6,      5 millones de usuarios, lo cual atrajo a inversionistas como Steve Baxter, quien aportó un millón de dólares.

### Cifras recientes de la compañía
En 2020, Clipchamp instaló una base en Seattle, Estados Unidos, tras lograr un capital de 13,2 millones dólares, derivado de las alianzas pactadas con fondos de inversión como Transition Level Investments, Tola Capital y TEN13, entre otros. En febrero de 2021, Clipchamp publicó en su sitio web que cuenta con más de 14 millones de usuarios registrados a lo largo de 250 países y territorios a nivel mundial. Para esa fecha, esta empresa también anunció que su librería audiovisual ha alcanzado la cifra de 800.000 archivos.

### Clipchamp es adquirido por Microsoft
El 7 de septiembre de 2021 Microsoft anunció la adquisición de Clipchamp. En su comunicado de prensa indican su interés en conocer más sobre el mercado de la generación de contenido de videos.

### Aplicación móvil
La aplicación del editor de video de Clipchamp para dispositivos móviles fue lanzada el 29 de julio de 2019. Esa primera versión (1.1.0) fue actualizada dos veces, el 29 de julio de 2020 y el 12 de agosto de ese mismo año. Hasta la fecha, todas las versiones de esta aplicación móvil solo han estado disponibles en la App Store (iPad y iPhone).

### Almacenamiento en la nube
Al ser un editor de video en línea cuyo almacenamiento se encuentra anclado a la nube, Clipchamp ha necesitado convenios con plataformas de Cloud services. Entre ellos se encuentran Google Drive, Dropbox y Box.

## Servicios, aplicaciones y extensiones

#### Clipchamp Create
Es un creador de video que incluye herramientas de producción de proyectos de audiovisuales: importación, edición, almacenamiento y exportación de videos. Se encuentra disponible en cinco planes de usuario: básico, creador, negocios, plataforma de negocios y equipos.

#### Clipchamp Utilities
Es una compilación de tres implementos utilizados en la captación y almacenamiento de material audiovisual: compresor de video, conversor de video y grabadora de la cámara web. Esta extensión se encuentra disponible en el plan básico y en el plan de negocios.

#### Clipchamp API
Limited Clipchamp Utilities (utilidades limitadas de Clipchamp) es una extensión que provee acceso a servicios preseleccionados a través de la interfaz de la aplicación de Clipchamp. No se encuentra disponible para usuarios recién registrados.

#### Clipchamp App
Es un servicio con herramientas de edición de video y de colocación de subtítulos en los videos.